# Mesopotamichthys sharpeyi
Mesopotamichthys
Genre
Espèce
Statut de conservation UICN

 VU  : Vulnérable
Mesopotamichthys sharpeyi, unique représentant du genre Mesopotamichthys, est une espèce de poissons d'eau douce téléostéens de la famille des Cyprinidae (ordre des Cypriniformes).

## Répartition
Ce taxon se rencontre en Irak, en Iran et en Syrie.

## Description
Mesopotamichthys sharpeyi peut mesurer jusqu'à 42,7 cm de longueur totale pour un poids maximal enregistré de 800 g. La taille moyenne est de 36 cm pour les mâles. 

## Philatélie

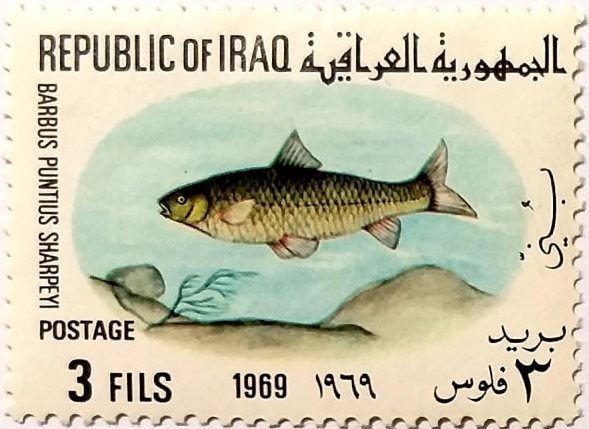
Timbre de 1969.

Un timbre irakien de 1969, d'une valeur de 3 Fils représente ce poisson sous le taxon Barbius pentius sharpeyi. 

## Classification
L'espèce Mesopotamichthys sharpeyi a été décrite pour la première fois en 1874 par Albert Günther (1830-1914) sous le protonyme Barbus sharpeyi,.
En 1971, l'ichtyologiste croate Mladen Stanko Karaman (1937-1991) crée le genre Mesopotamichthys et l'y reclasse sous son taxon actuel.
Mesopotamichthys sharpeyi a pour synonymes :
- Barbus faoensis Günther, 1896
- Barbus sharpeyi Günther, 1874

## Étymologie
Le nom générique, Mesopotamichthys, est la combinaison de Mesopotam[ia] et du suffixe ichthys dérivé du grec ancien ἰχθύς, ikhthús, « poisson », et fait référence à la Mésopotamie bordée par le fleuve Tigre d'où provient cette espèce.
L'épithète spécifique, sharpeyi, a été donnée en l'honneur de l'anatomiste et physiologiste écossais William Sharpey (1802–1880), qui a transmis au British Museum l'holotype que son neveu avait collecté à Bagdad.

## Publications originales
- Genre Mesopotamichthys :
  - (de) M.S. Karaman, « Süßwasserfische der Türkei. 8. Teil. Revision der Barben Europas, Vorderasiens und Nordafrikas », Hamburgisches Zoologisches Museum und Institut. Mitteilungen, Allemagne, vol. 67,‎ avril 1971, p. 175-254 (ISSN 0072-9612).
- Espèce Mesopotamichthys sharpeyi :
  - (en) Albert Günther, « A contribution to the fauna of the river Tigris », Annals and Magazine of Natural History, Londres, Taylor & Francis, vol. 14, no 79,‎ 1874, p. 36-38 (ISSN 0374-5481, OCLC 1481361, DOI 10.1080/00222937408680918, lire en ligne).